# Matthieu Donck
Pour les articles homonymes, voir Donck.
Matthieu Donck, né le 19 avril 1981 à Woluwe-Saint-Lambert (région de Bruxelles-Capitale), est un réalisateur de cinéma, dramaturge et auteur de bande dessinée belge.

## Biographie
Matthieu Donck naît le 19 avril 1981 à Woluwe-Saint-Lambert une commune bruxelloise. Il est passionné depuis toujours par les histoires et la narration, sous toutes ses formes. Adolescent, il suit des cours de théâtre, il est acteur dans plusieurs pièces et intègre une équipe d’improvisation théâtrale. Il entre ensuite à l'Institut des arts de diffusion en section réalisation cinéma dont il est diplômé. En 2004, il réalise son premier court métrage : Rustine. Puis, il réalise les courts métrages Ripaille sous le paillasson en 2005 et Missing (2007) qui font le tour du monde des festivals, remportant chacun une douzaine de prix. En 2012, il écrit et réalise son premier long métrage : Torpedo, une comédie dramatique avec François Damiens et Audrey Dana dans les rôles principaux. La même année, il coécrit avec Benjamin d'Aoust sa première bande dessinée Shrimp pour le dessinateur Mathieu Burniat publiée aux éditions Dargaud en deux tomes. En 2016, il réalise la série de fiction La Trêve pour la télévision et deux ans plus tard, il réalise la deuxième saison de cette série.
Parallèlement, Matthieu Donck écrit pour le théâtre Je te promets avec sa compagne Jasmina Douieb,,,, mis en scène par cette dernière et joué au Théâtre Jean Vilar (Louvain-la-Neuve) et au Théâtre Varia de Bruxelles en 2022.

## Filmographie

### Cinéma

#### Courts métrages
- 2004 : Rustine[4], (court métrage, 10 min)
- 2005 : Ripaille sous le paillasson[10], (court métrage, 14 min)
- 2007 : Missing[11], (court métrage, 15 min)
- 2013 : Partouze[12], (court métrage, 23 min)
- 2016 : Les Tubes[4] de Matthieu Donck et Xavier Seron

#### Longs métrages
- 2012 : Torpedo[13], comédie dramatique, 90 min, présenté en avant-première à Bozar à Bruxelles, le 19 décembre 2011[14]

#### Scénarios
- 2016 : Parasol[15] de Valery Rosier
- 2018 : Mon Ket (collaboration au scénario)[4] de Francois Damiens

### Séries
- 2016 : La Trêve[16], série en 10 épisodes - télévisée pour la RTBF - France 2 - Canvas - RTS - Netflix
- 2018 : La Trêve saison 2, série en 10 épisodes
- 2022 : Des Gens Bien[17], série en 6 épisodes RTBF - Arte.

## Bande dessinée

### Shrimp
- 1. Le Grand Large[18],[19], Dargaud, Paris, 2 mars 2012
Scénario : Benjamin d'Aoust, Matthieu Donck - Dessin et couleurs : Mathieu Burniat -  (ISBN 9782205069389),prépublié dans Le Soir de février à mars 2012
- 2. La Couleur de l’éternité[20],[21], Dargaud, Paris, 5 octobre 2012
Scénario : Benjamin d'Aoust, Matthieu Donck - Dessin et couleurs : Mathieu Burniat -  (ISBN 9782205070460)

## Théâtre
- Je te promets[22], mis en scène par Jasmina Douieb.

#### Livres
: document utilisé comme source pour la rédaction de cet article.
- Thierry Bellefroid et Jean-Marie Derscheid, « Donck Matthieu Scénariste — Réalisateur de films », dans 77 auteurs de bande dessinée en Wallonie et à Bruxelles, Bruxelles, Wallonie-Bruxelles International, 2017, 128 p., ill. ; 26 cm (ISBN 2-930071-83-4, lire en ligne), p. 48. .

#### Articles
- Matthieu Donck (interviewé par David Hainaut), « Matthieu Donck - "La trêve" », Cinergie,‎ 10 février 2016 (lire en ligne, consulté le 18 avril 2023).